# Станіслав Грохольський
Станіслав Грохо́льський (пол. Stanisław Grocholski; 6 червня 1858, Жолиня — 26 лютого 1932, Баффало) — польський живописець.

## Біографія
Народився 6 червня 1858 року в селі Жолині (нині Підкарпатське воєводство, Польща). Впродовж 1877–1880 років навчався у Краківській школі красних мистецтв (викладачі Владислав Лущкевич, Ян Матейко), згодом у Віденській та Мюнхенській академіях мистецтв та приватно у Парижі.
Понад 20 років жив у Мюнхені (нині Німеччина), Польщі, з 1901 року — у США. Помер в Баффало 26 лютого 1932 року.

## Творчість
Автор портретів, пейзажів, побутових картин на гуцульську тему, зокрема писав інтер'єри хат, сцени весільних обрядів, свят, народних гулянь. Серед робіт:
- «Сушіння білизни» (1889);
- «Відпочинок» (близько 1889);
- «У церкві» (кінець XIX століття);
- «Гуцули в шинку» (кінець XIX століття);
- «Чарівниця» (кінець XIX століття);
- «Гуцульське весілля» (кінець XIX століття);
- «Пієта» (1901).

|                 |                           |               |                 |
| Жіночий портрет | Портрет жінки з конвалією | Молитва єврея | Баварська жінка |

Брав участь у художніх виставках у Львові у 1878 і 1894 (срібна медаль і диплом) роках, Кракові, Варшаві, Мюнхені, Відні, Берліні.